# Riesenrotschwanz
Der Riesenrotschwanz (Phoenicurus erythrogastrus) ist eine Vogelart aus der Ordnung der Sperlingsvögel und der Familie der Fliegenschnäpper.

## Merkmale

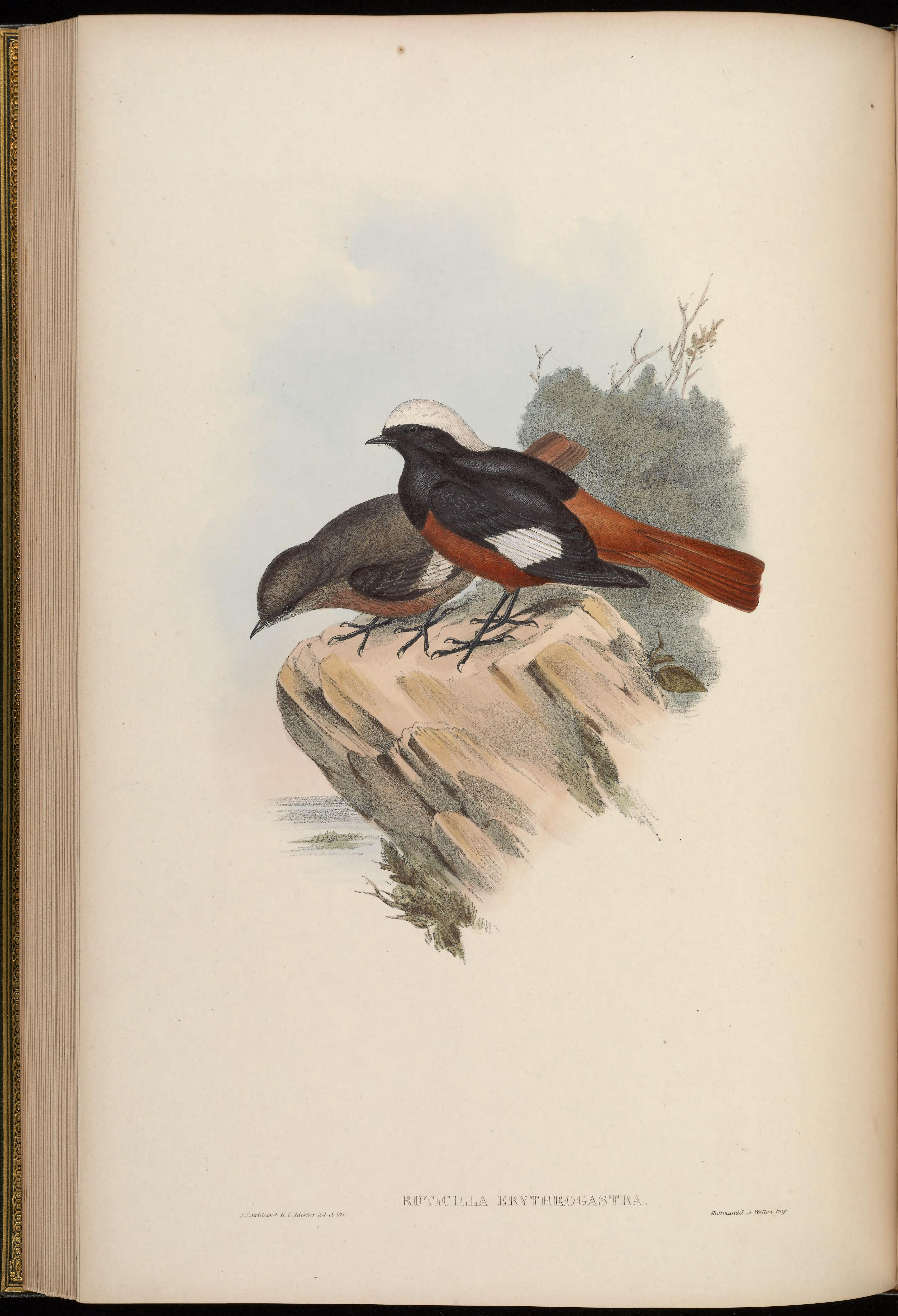
Riesenrotschwänze (Illustration von John Gould), vorne Männchen, hinten Weibchen

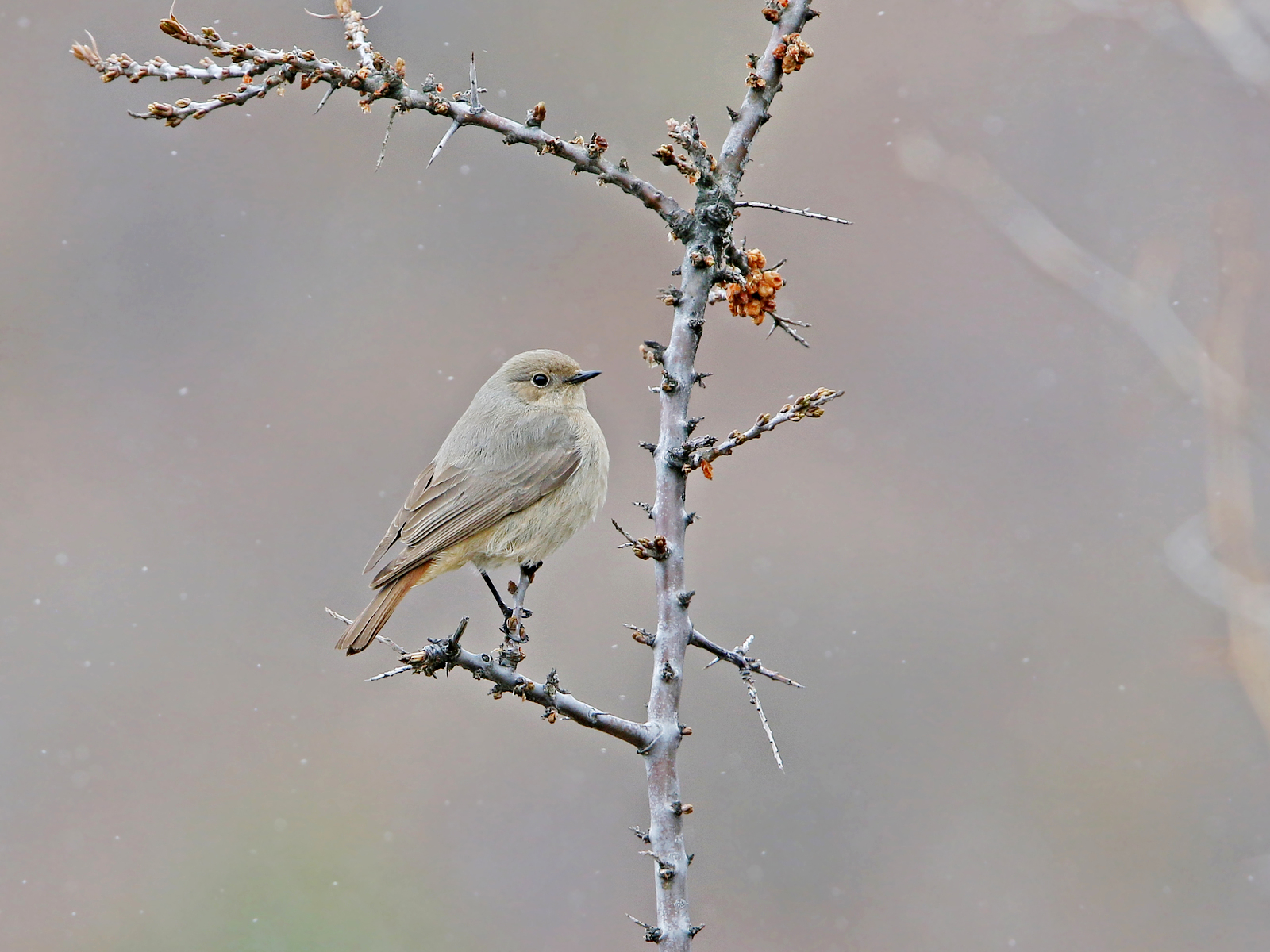
Weiblicher Riesenrotschwanz

Der Riesenrotschwanz ist mit etwa 15–16 cm Körperlänge deutlich größer als die heimischen Arten der Gattung Phoenicurus. Die Männchen sind im Prachtkleid unverkennbar. Oberkopf und Nacken sind hellgrau bis weiß. Der übrige Kopf, Rücken, obere Brust und Flügeldecken sind schwarz. Der übrige Rumpf, Unterschwanzdecken und Bürzel weisen wie der gattungstypische Schwanz eine leuchtend dunkelorange bis rostrote Färbung auf. Die Schwingen sind basal weiß, distal ebenfalls schwarz, die weißen Schwingenbasen bilden einen auffälligen weißen Flügelspiegel. 
Die Weibchen ähneln in der Färbung den Weibchen des einheimischen Hausrotschwanzes. Sie sind einfarbig graubraun, der Schwanz ist schmutzig orange. Obere Armdecken, Hand- und Armschwingen sind schiefergrau mit helleren, graubraunen Säumen.
Die Flügelfärbung und der orangerote Schwanz sind bereits bei jungen Männchen vorhanden, ansonsten ist bei diesen das Gefieder unterseits warm graubraun, oberseits etwas gräulicher. Bisweilen ist das Brustgefieder bereits leicht orangerot getönt. Im Schlichtkleid der Männchen ist die Oberseite dunkel gefärbt, die Unterseite rostrot. Der Flügelspiegel bleibt in diesem Kleid erhalten.

## Verbreitung, Lebensraum und Bestand
Der Riesenrotschwanz lebt in den Hochgebirgen Zentralasiens in Höhen von 2200 bis etwa 5000 m. Als Brutvogel kommt er im Kaukasus, Nordiran, in Südrussland, Kasachstan, der Mongolei, Westchina, Afghanistan, Turkmenistan, Usbekistan, Kirgisistan, Tadschikistan, Nordpakistan, Nordindien, Nepal und Bhutan vor. Er ist ein Standvogel, wandert aber im Winter in die Täler hinunter bis auf etwa 1500 m.
In der IUCN Redlist wird die Art als ’’least concern’’ eingestuft.

## Lebensweise
Das Nest wird auf felsigem Untergrund errichtet, zum Beispiel in Felsspalten, auf Geröllhängen, oder unter großen Felsbrocken. Gewöhnlich entsteht es in einer Vertiefung des Bodens (bzw. des Felsens) oder ist von größeren Steinen umgeben. Es besteht aus Zweigen, Gras, Halmen und weiteren Pflanzenteilen und wird mit Haaren, Daunen und Moos ausgekleidet. Es besitzt eine nicht sehr tiefe Mulde und ist napfförmig. Die Brutzeit des Rotschwanzes liegt zwischen Mai und Juli. Am Beginn dieses Zeitraumes legt das Weibchen vier bis fünf helle, rotbraun gesprenkelte Eier und bebrütet diese wahrscheinlich allein, während das Männchen Nahrung herbeischafft. 
Der Vogel frisst Insekten, Spinnen, Larven, Würmer und andere Wirbellose. Im Herbst frisst er auch Beeren.